# Lista de deputados estaduais do Amazonas da 15.ª legislatura
Esta é a lista de deputados estaduais do Amazonas para a legislatura 2003–2007.

## Composição das bancadas
| Partido | Líder                  | Bancada | Posição      |
| ------- | ---------------------- | ------- | ------------ |
| PL      | Evilazio Nascimento    | 5 / 24  | Independente |
| PFL     | José Melo              | 5 / 24  | Governo      |
| PMDB    | Wanderley Dallas       | 3 / 24  | Oposição     |
| PSDC    | Marcos Rotta           | 2 / 24  | Governo      |
| PTB     | Luiz Castro            | 2 / 24  | Governo      |
| PCdoB   | Eron Bezerra           | 1 / 24  | Oposição     |
| PSC     | Risonildo Almeida      | 1 / 24  | Governo      |
| PPS     | Lino Chixaro           | 1 / 24  | Governo      |
| PT      | Prof. Sinésio Campos   | 1 / 24  | Oposição     |
| PRTB    | Edilson Gurgel         | 1 / 24  | Oposição     |
| PSDB    | Artur Virgílio Bisneto | 1 / 24  | Independente |
| PDT     | Mário Frota            | 1 / 24  | Governo      |

## Deputados Estaduais
| Número | Deputados estaduais eleitos | Partido | Votação | Percentual | Cidade onde nasceu   | Unidade federativa  |
| 22123  | Wallace Souza               | PL      | 47.036  | 4,08%      | Manaus               | Amazonas            |
| 27777  | Marcos Rotta                | PSDC    | 32.741  | 2,84%      | Cianorte             | Paraná              |
| 25115  | José Melo                   | PFL     | 29.292  | 2,54%      | Ipixuna              | Amazonas            |
| 65656  | Eron Bezerra                | PCdoB   | 28.994  | 2,52%      | Boca do Acre         | Amazonas            |
| 14777  | Francisco Souza             | PTB     | 24.428  | 2,12%      | Solonópole           | Ceará               |
| 20111  | Risonildo Almeida           | PSC     | 23.087  | 2,00%      | Manaus               | Amazonas            |
| 25111  | Antônio Cordeiro            | PFL     | 21.838  | 1,90%      | Feijó                | Acre                |
| 14444  | Luiz Castro                 | PTB     | 21.429  | 1,86%      | São Paulo            | São Paulo           |
| 15123  | Vicente Lopes               | PMDB    | 21.371  | 1,86%      | Serrita              | Pernambuco          |
| 25123  | Nelson Azedo                | PFL     | 20.945  | 1,82%      | Itacoatiara          | Amazonas            |
| 23110  | Lino Chixaro                | PPS     | 20.928  | 1,82%      | Humaitá              | Amazonas            |
| 25666  | Belarmino Lins              | PFL     | 20.899  | 1,81%      | Fonte Boa            | Amazonas            |
| 25456  | Miguel Carrate              | PFL     | 20.726  | 1,80%      | Manaus               | Amazonas            |
| 27111  | Liberman Moreno             | PSDC    | 20.137  | 1,75%      | Jutaí                | Amazonas            |
| 22111  | Régis da Silva              | PL      | 19.305  | 1,68%      | Manaus               | Amazonas            |
| 22345  | Vera Edwards                | PL      | 18.846  | 1,64%      | Barreirinha          | Amazonas            |
| 15333  | Wanderley Dallas            | PMDB    | 18.710  | 1,62%      | Sobral               | Ceará               |
| 15555  | Francisco Balieiro          | PMDB    | 14.471  | 1,26%      | Santo Antônio do Içá | Amazonas            |
| 13633  | Sinésio Campos              | PT      | 12.960  | 1,13%      | Santarém             | Pará                |
| 28671  | Edilson Gurgel              | PRTB    | 12.450  | 1,08%      | Manaus               | Amazonas            |
| 45123  | Artur Virgílio Bisneto      | PSDB    | 12.144  | 1,05%      | Brasília             | Distrito Federal    |
| 22233  | Sabá Reis                   | PL      | 10.050  | 0,87%      | Parintins            | Amazonas            |
| 22822  | Evilazio Nascimento         | PL      | 8.650   | 0,75%      | Martins              | Rio Grande do Norte |
| 12222  | Mário Frota                 | PDT     | 8.400   | 0,73%      | Granja               | Ceará               |